# Analyse pulse-chase
En biochimie et en biologie moléculaire, une analyse pulse-chase est une méthode d'étude d'un processus cellulaire survenant au fil du temps en incubant successivement les cellules dans un milieu de culture contenant un précurseur marqué (pulse), puis à un milieu dit froid, contenant le même précurseur mais cette fois ci non marqué (Chase). La radioactivité est un marqueur couramment utilisé pour ce genre d'analyse.

## Technique
Une cellule sélectionnée ou un groupe de cellules est d'abord incubé dans un milieu contenant un précurseur marqué (pulse) qui doit être incorporé dans une molécule ou le système qui est étudié. Le précurseur passe alors par les voies métaboliques et est utilisé dans la synthèse du produit étudié. Par exemple, une forme radiomarquée de la leucine (leucine tritiée) peut être apportée à un groupe de cellules pancréatiques B, qui utilisent alors cet acide aminé dans la synthèse de l'insuline.
Peu de temps après avoir été placées dans le milieu comportant les précurseurs marqués (qui dépendent du système étudié), les cellules sont transférées dans un milieu froid qui ne contient que des précurseurs non marqués. En reprenant l'exemple précédent, la production d'insuline continue, mais elle ne contiendrait plus de leucines radioactives introduites dans la phase de Pulse et ne serait pas visible à l'aide des méthodes de détection de produits radioactifs. Cependant, le mouvement de l'insuline marquée produite au cours de la période de Pulse pourrait encore être suivi dans la cellule.

## Utilisation
Cette méthode est utilisée pour déterminer l'activité de certaines cellules sur une période prolongée. Elle a été utilisée pour étudier la protéine kinase C, l'ubiquitine et beaucoup d'autres protéines. La méthode a également été utilisée pour prouver l'existence et la fonction des fragments d'Okazaki. George Emil Palade a utilisé l'analyse pulse-chase sur des acides aminés radioactifs pour confirmer l'existence de la voie sécrétoire.